# Jean-Baptiste Debry
Jean-Baptiste Debry est un homme politique français né le 23 septembre 1724 à Blois (Loir-et-Cher) et décédé le 15 avril 1810 à Paris.
Administrateur du département de la Seine, il est député de 1791 à 1792, siégeant avec la majorité.